# Morgantown (Západní Virginie)
Morgantown je město v okresu Monongalia County ve státě Západní Virginie ve Spojených státech amerických. Po Charlestonu a Huntingtonu jde o třetí největší město v Západní Virginii. Leží na řece Monongahela. Nachází se 120 kilometrů jižně od Pittsburghu v Pensylvánii, 130 kilometrů východně od Marietty v Ohiu, 335 kilometrů severozápadně od Washingtonu, D.C. a 250 kilometrů severovýchodně od Charlestonu. Leží v centrální části Appalačského pohoří. 
K roku 2020 zde žilo 30 347 obyvatel. S celkovou rozlohou 28 km² byla hustota zalidnění 1 157 obyvatel na km². Založeno bylo v roce 1772. Ve městě sídlí West Virginia University. 